# エリック・バーンズ
エリック・ジェームス・バーンズ（Eric James Byrnes, 1976年2月16日 - ）はアメリカ合衆国・カリフォルニア州レッドウッドシティ出身の元プロ野球選手（外野手）。右投右打。

## 経歴
1994年のMLBドラフトでロサンゼルス・ドジャースから38巡目で指名されたが、契約せずUCLAに進学。
UCLAではトロイ・グロース、エリック・バレント、チェイス・アトリー、ギャレット・アトキンスらとチームメートとなり、1997年のカレッジワールドシリーズでは優勝を果たした。同年のMLBドラフトでヒューストン・アストロズから4巡目で指名されたが、この時も契約せず。
1998年のMLBドラフトでオークランド・アスレチックスから8巡目（全体225位）で指名され、入団。
2000年8月22日のクリーブランド・インディアンス戦でメジャーデビューを果たし、同年は10試合に出場して打率.300を記録した。
2003年より外野のレギュラーに定着し、同年6月29日のサンフランシスコ・ジャイアンツ戦ではサイクル安打を達成している。プレイオフではボストン・レッドソックスにアスレチックスが2連勝して地区シリーズ突破に王手をかけた第3戦で大きな走塁ミスを犯す。1-1で迎えた終盤、三塁ランナーだったバーンズは、打者ミゲル・テハダの内野ゴロの間にホームに突っ込む。送球がややそれ、レッドソックスの捕手ジェイソン・バリテックが手を伸ばし捕球しようとしたところに滑り込んだバーンズが接触し、ボールはバックネット側に転がってしまう。バーンズは接触で足を痛め、怒ったようにバリテックを押してベンチへ足を引き摺りながら引き返そうとする。しかしこのプレイでスライディング時にバーンズの足はバリテックのグラブにブロックされホームベースに届いておらず、その事に気づいていたバリテックはボールを拾うと走って行ってバーンズにタッチし、審判はアウトを宣告した。この後アスレチックスは得点出来ず、延長でサヨナラ負けを喫するとそのまま3連敗してシリーズ敗退となってしまった。バーンズがホームベースに触る余裕は十分にあり、得点していればそのまま勝利する可能性が高かったこともあり、チームの地区シリーズ突破を消す痛い怠慢プレイとして記憶されることとなってしまった。
2005年シーズンは移籍を繰り返し、アスレチックスからコロラド・ロッキーズ、ボルチモア・オリオールズと3球団を渡り歩いた。同年オフにFAとなり、1年225万ドルでアリゾナ・ダイヤモンドバックスへ移籍。
2006年シーズンは本塁打の出やすい本拠地・チェイス・フィールドを持つダイヤモンドバックスでプレーしている事もあって、同年は自己ベスト、チーム最多の26本塁打を記録した。
2007年、シーズン途中2008年から3年総額3000万ドルで契約延長し、リーグ4位の50盗塁を記録した。MVPの投票では11位に入った。
2010年、シアトル・マリナーズへ移籍。4月30日のテキサス・レンジャーズ戦。延長11回裏一死満塁で迎えた打席において、バーンズはスクイズプレイの指示を受けていた。しかし何故かバットを引いたため、本塁に突入したイチローはタッチアウト（これで二死）。その後、自らは見逃し三振でチャンスを潰すという失態を演じた。さらにドン・ワカマツ監督に対して本件の理由説明をしないまま、試合終了後にそのまま自宅へと逃げ帰った。この事がチームに対する重大な背信行為と見做され、5月2日に解雇された。その後、現役引退を表明。
引退後は、MLBネットワークのアナリストとして活動している。

## 詳細情報

### 年度別打撃成績
| 年 度     | 球 団     | 試 合 | 打 席 | 打 数 | 得 点 | 安 打 | 二 塁 打 | 三 塁 打 | 本 塁 打 | 塁 打 | 打 点 | 盗 塁 | 盗 塁 死 | 犠 打 | 犠 飛 | 四 球 | 敬 遠 | 死 球 | 三 振 | 併 殺 打 | 打 率 | 出 塁 率 | 長 打 率 | O P S |
| --------- | --------- | ----- | ----- | ----- | ----- | ----- | -------- | -------- | -------- | ----- | ----- | ----- | -------- | ----- | ----- | ----- | ----- | ----- | ----- | -------- | ----- | -------- | -------- | ----- |
| 2000      | OAK       | 10    | 11    | 10    | 5     | 3     | 0        | 0        | 0        | 3     | 0     | 2     | 1        | 0     | 0     | 0     | 0     | 1     | 1     | 0        | .300  | .364     | .300     | .664  |
| 2001      | OAK       | 19    | 43    | 38    | 9     | 9     | 1        | 0        | 3        | 19    | 5     | 1     | 0        | 0     | 0     | 4     | 0     | 1     | 6     | 0        | .237  | .326     | .500     | .826  |
| 2002      | OAK       | 90    | 104   | 94    | 24    | 23    | 4        | 2        | 3        | 40    | 11    | 3     | 0        | 1     | 2     | 4     | 0     | 3     | 17    | 3        | .245  | .291     | .426     | .717  |
| 2003      | OAK       | 121   | 460   | 414   | 64    | 109   | 27       | 9        | 12       | 190   | 51    | 10    | 2        | 0     | 2     | 42    | 4     | 2     | 71    | 3        | .263  | .333     | .459     | .792  |
| 2004      | OAK       | 143   | 632   | 569   | 91    | 161   | 39       | 3        | 20       | 266   | 73    | 17    | 1        | 0     | 5     | 46    | 0     | 12    | 111   | 11       | .283  | .347     | .467     | .814  |
| 2005      | OAK       | 59    | 215   | 192   | 30    | 51    | 15       | 2        | 7        | 91    | 24    | 2     | 2        | 1     | 1     | 14    | 0     | 7     | 27    | 1        | .266  | .336     | .474     | .810  |
| 2005      | COL       | 15    | 60    | 53    | 2     | 10    | 2        | 0        | 0        | 12    | 5     | 2     | 0        | 0     | 0     | 7     | 0     | 0     | 11    | 1        | .189  | .283     | .226     | .509  |
| 2005      | BAL       | 52    | 181   | 167   | 17    | 32    | 7        | 1        | 3        | 50    | 11    | 3     | 0        | 2     | 0     | 11    | 0     | 1     | 33    | 5        | .192  | .246     | .299     | .545  |
| '05計     | BAL       | 126   | 456   | 412   | 49    | 93    | 24       | 3        | 10       | 153   | 40    | 7     | 2        | 3     | 1     | 32    | 0     | 8     | 71    | 7        | .226  | .294     | .371     | .665  |
| 2006      | ARI       | 143   | 606   | 562   | 82    | 150   | 37       | 3        | 26       | 271   | 79    | 25    | 3        | 2     | 3     | 34    | 2     | 5     | 88    | 12       | .267  | .313     | .482     | .795  |
| 2007      | ARI       | 160   | 698   | 626   | 103   | 179   | 30       | 8        | 21       | 288   | 83    | 50    | 7        | 1     | 4     | 57    | 5     | 10    | 98    | 12       | .286  | .353     | .460     | .813  |
| 2008      | ARI       | 52    | 224   | 206   | 28    | 43    | 13       | 1        | 6        | 76    | 23    | 4     | 4        | 0     | 0     | 16    | 0     | 2     | 36    | 5        | .209  | .272     | .369     | .641  |
| 2009      | ARI       | 84    | 258   | 239   | 26    | 54    | 14       | 1        | 8        | 94    | 31    | 9     | 3        | 2     | 2     | 12    | 0     | 3     | 30    | 4        | .226  | .270     | .393     | .663  |
| 2010      | SEA       | 15    | 38    | 32    | 1     | 3     | 2        | 0        | 0        | 5     | 0     | 1     | 0        | 0     | 0     | 6     | 0     | 0     | 9     | 1        | .094  | .237     | .156     | .393  |
| MLB：11年 | MLB：11年 | 963   | 3530  | 3202  | 482   | 827   | 191      | 30       | 109      | 1405  | 396   | 129   | 23       | 9     | 19    | 253   | 11    | 47    | 538   | 58       | .258  | .320     | .439     | .759  |

### 記録
- サイクル安打：1回（2003年6月29日）

### 背番号
- 22（2000年 - 2005年途中、2006年 - 2009年）
- 35（2005年途中 - 同年途中）
- 15（2005年途中 - 同年終了）
- 1（2010年）